# Major League Rugby 2018
La Major League Rugby 2018 fue la primera edición del torneo profesional estadounidense de rugby.

## Clasificación
- 4 puntos por ganar.
- 2 puntos por empatar.
- 1 punto bonus por perder por siete puntos o menos.
- 1 punto bonus por anotar cuatro o más tries en un partido.

| Pos. | Equipo            | PJ | Gan | Emp | Per | PaF | PeC | Dif | BP | Pts |
| ---- | ----------------- | -- | --- | --- | --- | --- | --- | --- | -- | --- |
| 1    | Glendale Raptors  | 8  | 7   | 0   | 1   | 249 | 165 | 84  | 6  | 34  |
| 2    | Seattle Seawolves | 8  | 6   | 0   | 2   | 232 | 188 | 44  | 5  | 29  |
| 3    | San Diego Legion  | 8  | 5   | 0   | 3   | 214 | 201 | 13  | 4  | 24  |
| 4    | Utah Warriors     | 8  | 3   | 0   | 5   | 269 | 274 | -5  | 10 | 22  |
| 5    | Austin Elite      | 8  | 3   | 0   | 5   | 224 | 238 | -14 | 6  | 18  |
| 6    | New Orleans Gold  | 8  | 3   | 0   | 5   | 209 | 291 | -82 | 5  | 17  |
| 7    | Houston SaberCats | 8  | 1   | 0   | 7   | 216 | 256 | -40 | 7  | 11  |

## Fase final

### Semifinales
| 30 de junio de 2018 | Seattle Seawolves | 38 – 24 | San Diego Legion | Infinity Park, Glendale, |  |

| 30 de junio de 2018 | Glendale Raptors | 34 – 21 | Utah Warriors | Infinity Park, Glendale, |  |

### Final
| 7 de julio de 2018 | Glendale Raptors | 19 – 23 | Seattle Seawolves | Torero Stadium, San Diego,     |                                |
|                    |                  | Reporte |                   | Asistencia: 2.901 espectadores | Asistencia: 2.901 espectadores |

| Bandera de Estados Unidos |
| Campeón Seattle Seawolves |
| Primer título             |